# Constitució Espanyola de 1856
La Constitució espanyola de 1856 (oficialment: Constitució de la Monarquia Espanyola) fou un projecte constitucional que mai va arribar a ser promulgat; també dita ‘non nata’ perquè no va arribar a entrar en vigor i que va arribar a recollir els plantejaments més avançats de l'ideari liberal progressista i que anticipa algunes de les idees desenvolupades amb posterioritat per la Constitució de 1869; on, es venia a reafirmar el principi de la sobirania nacional; encara que ara de forma absoluta, de manera que res es dona per preconstituït i totes les institucions, inclosa la Corona, trobarien el seu fonament en la voluntat de la Nació, també reconeixia àmpliament els drets polítics i instal·lava, per primera vegada a Espanya, un règim de tolerància religiosa. Es va continuar mantenint el sufragi directe censatari, estenent-se també al Senat, restringint encara més el cos electoral. Es restablia a més, igual que ho feia la Constitució espanyola de 1812, la Diputació permanent de les Corts, establint com a facultat la de vetllar per l'observança de la Constitució quan les Corts estiguessin tancades.
El seu articulat és més ampli i complet que el contingut en la Constitució de 1837 i en la Constitució de 1845.
Es tracta d'una constitució una rígida; ja que estableix un procediment bastant enutjós de reforma; procediment que en part va ser seguit per la resta de constitucions que es van promulgar amb posterioritat.
També és coneguda com a la Constitució No Nata, ja que no va arribar a materialitzar-se.